# Kráľovský Chlmec
Kráľovský Chlmec (mađ. Királyhelmec) je grad u Košičkom kraju u istočnoj Slovačkoj. Grad upravno pripada Okrugu Trebišov.

## Zemljopis
Kráľovský Chlmec leži na nadmorskoj visini od 130 metara i obuhvaća površinu od 23,08 km², a nalazi se u južnom dijelu Istočno slovačke nizine, samo oko 5 km sjeverno od Mađarske i 12 km zapadno od Ukrajine. Regionalni centar Košice udaljen je 90 km zapadno.

## Povijest
Grad se prvi put spominje 1214. godine kao Helmech. Nakon raspada Austro-Ugarske 1918. godine grad je postao dio Čehoslovačke. Grad je kratko za vrijema Drugog svjetskog rata pripadao Mađarskoj.

## Stanovništvo
| Godina:     | 1993. | 2003.   | 2013.   | 2023.   |
| ----------- | ----- | ------- | ------- | ------- |
| Broj ljudi: | 8227  | 8006    | 7704    | 7352    |
| Razlika:    |       | -2,68 % | -3,77 % | -4,56 % |

| Godina:     | 2022. | 2023.   |
| ----------- | ----- | ------- |
| Broj ljudi: | 7431  | 7352    |
| Razlika:    |       | -1,06 % |

Po popisu stanovništva iz 2001. godine grad je imao 8.031 stanovnika.
Mađari su najbrojniji narod u gradu.
- Mađari -  76,94%
- Slovaci - 18,86%
- Romi - 3,26%
- Česi -  0,37%

## Gradovi prijatelji
- Ferencváros, Mađarska
- Felsőzsolca, Mađarska
- Kisvárda, Mađarska
- Kanjiža, Srbija
- Rakovník, Češka
- Sfântu Gheorghe, Rumunjska

## Vanjske poveznice
- Službena stranica grada

### Ostali projekti
|  | Zajednički poslužitelj ima još gradiva o temi Kráľovský Chlmec |